# De Valk
De Valk est une localité néerlandaise de la commune d’Ede, située dans la province de Gueldre.